# Epaminondas José de Araújo
Epaminondas José de Araújo (* 19. März 1922 in Caiçara, Paraíba; † 9. Juni 2010 in João Pessoa) war ein brasilianischer Geistlicher und römisch-katholischer Bischof von Palmeira dos Índios. 

## Leben
Epaminondas José de Araújo studierte von 1939 bis 1940 Philosophie am Diözesanseminar in Paraíba und Theologie von 1941 bis 1945 in João Pessoa. Er empfing am 12. August 1945 die Priesterweihe. 1946 wurde er Professor am Diözesanseminar in João Pessoa. Er war 1951 Vikar in Alagoinha, 1952 bis 1953 in Araruna und von 1954 bis 1956 in Alagoa Grande. 1956 absolvierte er ein Aufbaustudium in Religionswissenschaften und Soziologie in Rio de Janeiro. 1958 wurde er zum Vikar an der Kathedrale des Erzbistums Paraíba ernannt.
Papst Johannes XXIII. ernannte ihn am 14. Dezember 1959 zum ersten Bischof des mit gleichem Datum errichteten Bistums Ruy Barbosa. Der Apostolische Nuntius in Brasilien, Erzbischof Armando Lombardi, spendete ihm am 27. März des nächsten Jahres die Bischofsweihe; Mitkonsekratoren waren Eugênio de Araújo Sales, Weihbischof in Natal, und Otàvio Barbosa Aguiar, Bischof von Campina Grande. Sein Wahlspruch war „In verb tuo“.
Von 1962 bis 1965 nahm er als Konzilsvater an allen vier Sitzungsperioden des Zweiten Vatikanischen Konzils teil. Papst Paul VI. ernannte ihn am 27. Oktober 1966 zum ersten Bischof des neuerrichteten Bistums Anápolis und am 5. Juni 1978 zum Bischof von Palmeira dos Índios.
Am 28. November 1984 nahm Papst Johannes Paul II. seinen Rücktritt an. Er starb an den Folgen eines Krebsleidens.